# Madagaszkári sarlósfecske
A madagaszkári sarlósfecske (Zoonavena grandidieri) a madarak osztályának sarlósfecske-alakúak (Apodiformes)  rendjébe és a sarlósfecskefélék (Apodidae) családjába tartozó faj.

## Rendszerezése
A fajt Jules Verreaux francia ornitológus írta le 1867-ben, a Chaetura nembe Chaetura grandidieri néven.

## Alfajai
- Zoonavena grandidieri grandidieri (J. Verreaux, 1867) - Madagaszkár
- Zoonavena grandidieri mariae (Benson, 1960) - Comore-szigetek

## Előfordulása
Madagaszkár és a Comore-szigetek területén honos. Természetes élőhelyei szubtrópusi és trópusi síkvidéki esőerdők és lombhullató erdők, valamint szántóföldek. Állandó, nem vonuló faj.

## Megjelenése
Testhossza 12 centiméter.

## Életmódja
Rovarokkal táplálkozik, melyet a talaj közelében, vagy a fák fölött kap el.

## Természetvédelmi helyzete
Az elterjedési területe nagy, egyedszáma ugyan csökken, de még nem éri el a kritikus szintet. A Természetvédelmi Világszövetség Vörös listáján nem fenyegetett fajként szerepel.

## Külső hivatkozás
- Képek az interneten a fajról
- Ibc.lynxeds.com
- Xeno-canto.org - a faj hangja és elterjedési területe